# 안도현
안도현(1961년 12월 15일)은 대한민국의 시인이면서 대학 교수라고 부를 정도로 성씨가 안 씨이며.  안 교수라고 부른다

## 주요 이력
원광대학교 국어국문학과를 졸업한 그는, 단국대학교 대학원 문예창작과에서 <세상의 '겉'과 '속'에 대한 상상력과 시작품 「간격」(외 30편)의 창작 실제>로 석사 학위를, <서정의 갱신과 창작 실제: 창작시 「국화꽃 그늘과 쥐수염붓」 외 67편을 중심으로>로 박사 학위를 취득했다. 1981년 대구매일신문 신춘문예에 시 《낙동강》이 당선되어 문단에 발을 들였다. 대학 졸업 후 익산 이리중학교 교사로 부임하여, 국어를 가르치다가 전교조에서 활동한 것이 밝혀져 해직되었다. 1998년 제13회 소월시문학상 대상과 2002년 노작문학상을, 2005년 이수문학상과 2007년 윤동주문학상을 수상했다. 2007년에는 '시힘' 동인으로 활동했으며, 2016년에는 노무현재단 전북지역위원회 상임공동대표 한국작가회의 소통위원회 위원장이며 우석대학교 문예창작학과 정교수로 재직 중이었다가, 현재는 단국대학교 문예창작과에서 강의를 하고 있다. 연어들이 번식을 위해서 바다에서 강으로 가는 과정을 배경으로 사회를 비평한 《연어》의 작가이기도 하다. 한겨레 21에 원고지, 타자기, 워드프로세서로 글쓰는 도구가 바뀐 이야기를 쓰기도 했다.

## 대표 작품
| 출시일      | 책이름                               | 출판사           |
| ----------- | ------------------------------------ | ---------------- |
| 2015.09.    | 잡문                                 | 이야기가 있는 집 |
| 2010.05.10  | 연어 이야기 (연어 그 두 번째 이야기) | 문학동네         |
| 2009.03.03  | 가슴으로도 쓰고 손끝으로도 써라      | 한겨레출판사     |
| 2009.02.05  | 괜찮아 네가 있으니까                 | 마음의숲         |
| 2008.06.10  | 당신이라는 말 참 좋지요              | 창비             |
| 2008.04.15  | 연어                                 | 문학동네         |
| 2008.01.21  | 간절하게 참 철없이                   | 창비             |
| 2007.12.12  | 비목어                               | 예담             |
| 2006.06.12  | 그 풍경을 나는 이제 사랑하려 하네    | 이가서           |
| 2006.05.25  | 연탄 한 장                           | 비앤엠           |
| 2005.08.16  | 아무것도 아닌 것에 대하여            | 문학동네         |
| 2004.09.14  | 너에게 가려고 강을 만들었다          | 창비             |
| 2002.12.10  | 안도현의 아침엽서                    | 늘푸른소나무     |
| 2000. 3. 20 | 짜장면(어른이 읽는 동화)             | 열림원           |
| 2002.06.05  | 관계                                 | 문학동네         |
| 2002.03.31  | 그대에게 가고 싶다                   | 푸른숲           |
| 2001.06.13  | 아무것도 아닌 것에 대하여            | 현대문학북스     |
| 2000.08.10  | 이름이 란이라는 여자애가 있었다      | 동아일보사       |
| 2000.05.01  | 당신을 사랑하기 때문입니다           | 이가출판사       |
| 2000.03.01  | 외롭고 높고 쓸쓸한                   | 문학동네         |
| 1999.12.30  | 나 대신 꽃잎이 쓴 이 편지를          | 하문사           |
| 1999.11.27  | 그 작고 하찮은 것들에 대한 애착      | 나무생각         |
| 1999.01.31  | 바닷가 우체국                        | 문학동네         |
| 1998.12.11  | 외로울 때는 외로워하자               | 샘터사           |
| 1997.07.15  | 그리운 여우                          | 창작과비평사     |

## 같이 보기
- 한국어 시인 목록